# SecurDisc
SecurDisc je technologie pro ochranu dat na optických médiích CD/DVD, případně na Blu-ray nebo HD-DVD. Jedná se o společný výtvor firem LG Electronics a Nero. SecurDisc byl oficiálně představen v březnu 2007.
SecurDisc kombinuje použití hardwaru a softwaru pro zajištění ochrany, kontroly dat nebo ověření původu dat pomocí elektronického podpisu.

## Možnosti SecurDisc
- Ochrana heslem – Chrání uživatelská data před neoprávněným přístupem pomocí hesla.
- Elektronický podpis – Prokazuje původ dat pomocí elektronického podpisu.
- Kontrola úplnosti dat – Detekuje pozměněná data prostřednictvím kontrolního součtu (tzv. checksum).
- Spolehlivost dat – Zajišťuje zvýšení spolehlivost uložení dat prostřednictvím redundantního ukládání a systému správy vadných dat (defective zone).
- Ochrana proti kopírování – Zajišťuje soubory (v první verzi pouze PDF) tak, že je nelze kopírovat.

## Podporovaný hardware a software
Ochrana proti kopírování vyžaduje hardwarovou podporu mechaniky, kterou v současné době nabízejí pouze některé mechaniky od LG (podporu nelze přidat do starších modelů pouhou úpravou firmware). Vyžaduje také speciální PDF prohlížeč.
Média chráněná pomocí SecurDisc zatím umí zapisovat pouze Nero Express (od verze 7.4.909.0). Pro čtení těchto médií je zapotřebí Nero InCD Reader verze 5.5.1.17 nebo vyšší.